# Боомское ущелье
Боо́мское уще́лье (кирг. Боом) — ущелье в Кыргызстане в 112 км от города Бишкек.

## Описание

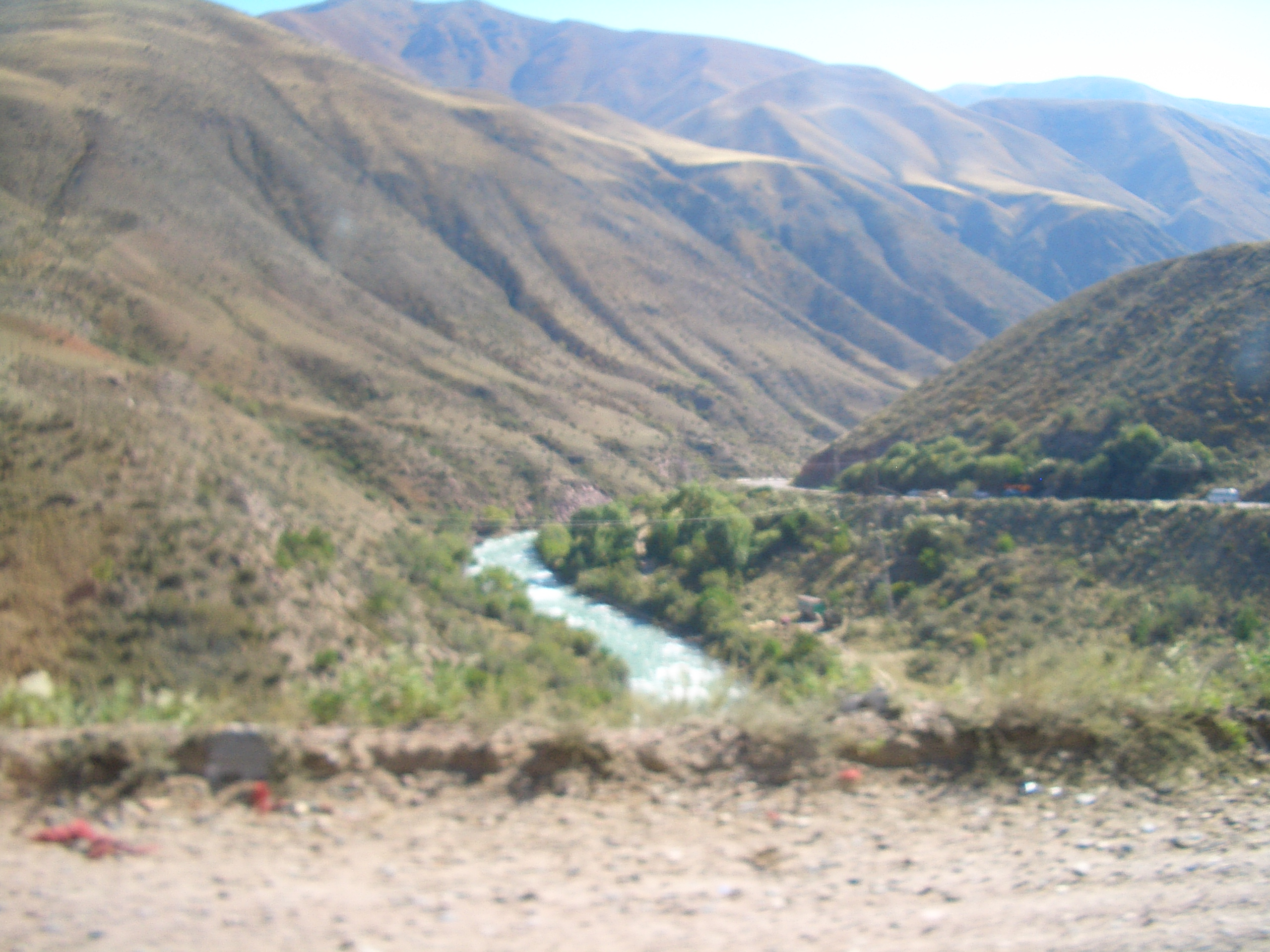
Дорога на Иссык-Куль и река Чу в Боомском ущелье

Живописное Боомское ущелье расположено в среднем течении реки Чу на границе раздела хребтов Киргизского Ала-Тоо и Кунгей Ала-Тоо. Протяжённость ущелья — около 30 км.
Боомское ущелье соединяет Чуйскую долину с Иссык-Кульской котловиной и является своеобразной визитной карточкой на пути от Суяба к озеру Иссык-Куль. Перед въездом в Боомское ущелье бьёт источник, где обычно останавливаются туристы, прежде чем начать опасный подъём.
Природа Боома очень разнообразна. В верхней его части преобладают пологие формы, пойма реки довольно широкая и покрыта густой растительностью. Нижняя же часть ущелья представляет собой узкий каньон, где река петляет среди обрывистых скал.

## Инфраструктура
Через Боомское ущелье проходит железнодорожная ветка (1948 год, 180 км), соединяющая Бишкек и Балыкчи (в советское время Фрунзе и Рыбачье), а также автомагистраль, соединяющая Чуйскую и Иссык-Кульскую области. Административной границей между этими областями является Красный мост, переброшенный через реку в средней части ущелья. В верхней части ущелья есть ряд придорожных кафе для многочисленных туристов, а также ответвление автотрассы к Орто-Токойскому водохранилищу.
В настоящее время Боомское ущелье очень популярно среди любителей рафтинга.